# 링크벨트 건설기계
링크벨트 건설기계(영어: Link-Belt Construction Equipment)는 미국의 건설 장비 제조 업체로 일본의 기업인 스미토모 중공업(영어: Sumitomo Heavy Industries, 일본어: 住友重機械工業株式会社)의 자회사로 본사는 미국 켄터키주 렉싱턴에 위치해 있다.

## 역사
1880년 윌리엄 다나이 워트(영어: William Dana Ewart)가 링크벨트 머시너리 컴파니(영어: Link-Belt Machinery Company)로 설립했다. 1874년에 수확기에 사용하기 위해 최초로 체인 드라이브를 개발했다. 1922년에 당시 기중기와 굴삭기 제작사인 스피더 컴포테이션(영어: Link-Belt Speeder Corporation)을 인수했다. 이후 1939년에 스피더 컴포테이션(영어: Link-Belt Speeder Corporation)과 합병했다. 1967년에 미국의 기업이였던 FMC 컴포테이션(영어: FMC Corporation)이 인수했다. 1986년에 일본의 대기업인 스미토모 중공업과 합작 투자를 형성했다. 1980년에 소방차 사업까지 진출 했으나 부진으로 1990년에 생산이 중지되었다. 1998년에 LBX 컴파니(영어: LBX Company)가 설립되면서 굴삭기 제작 사업 부문이 분사되면서 현재는 기중기만 생산하고 있다.

## 사진

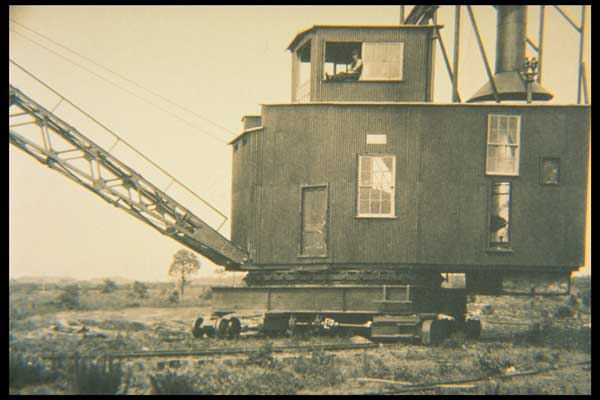
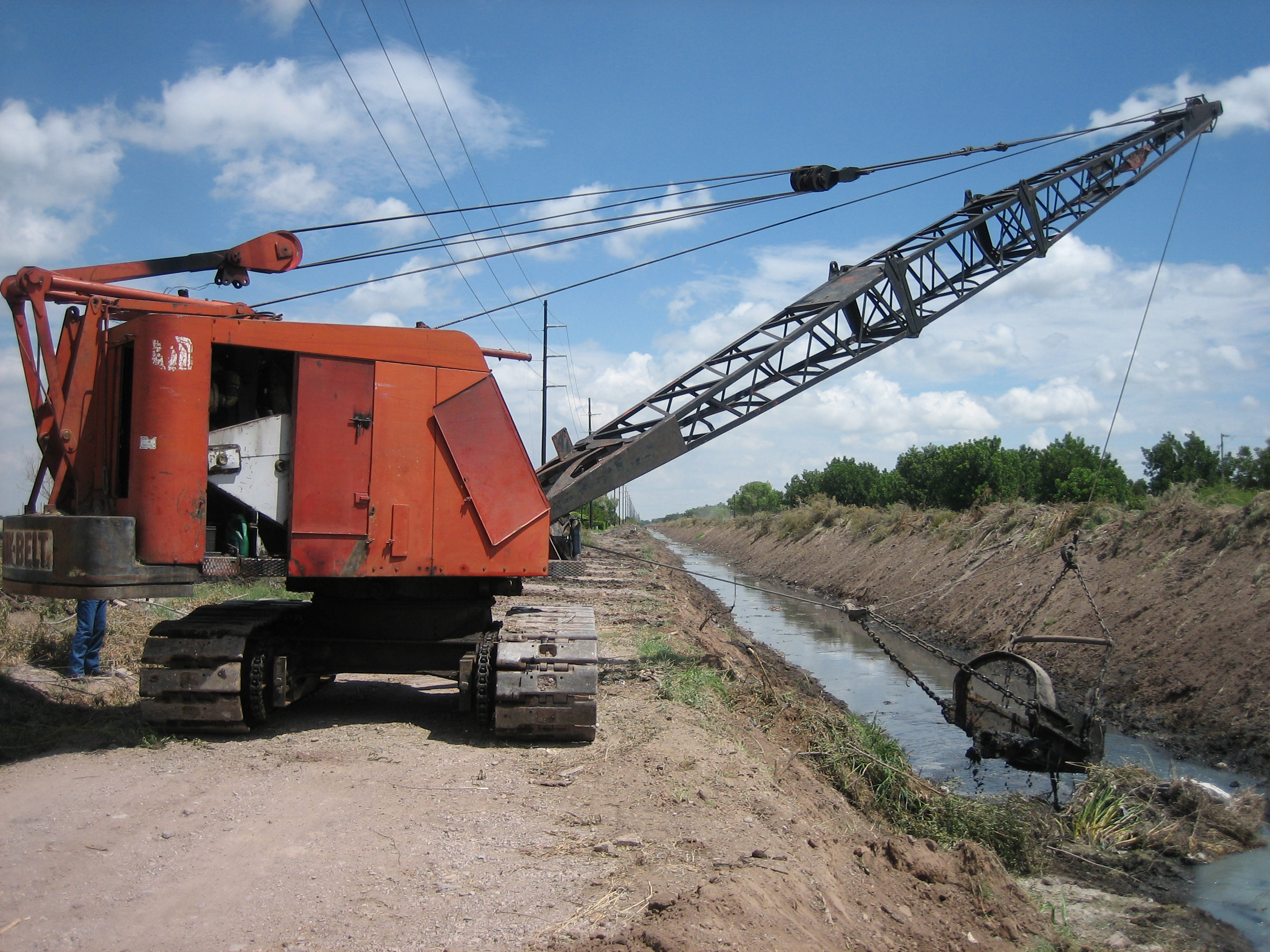
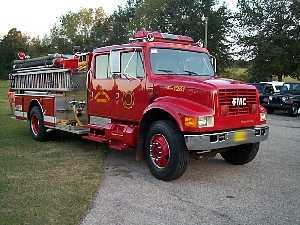
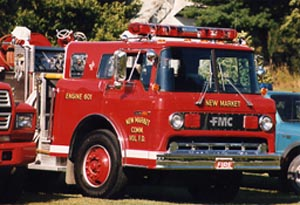
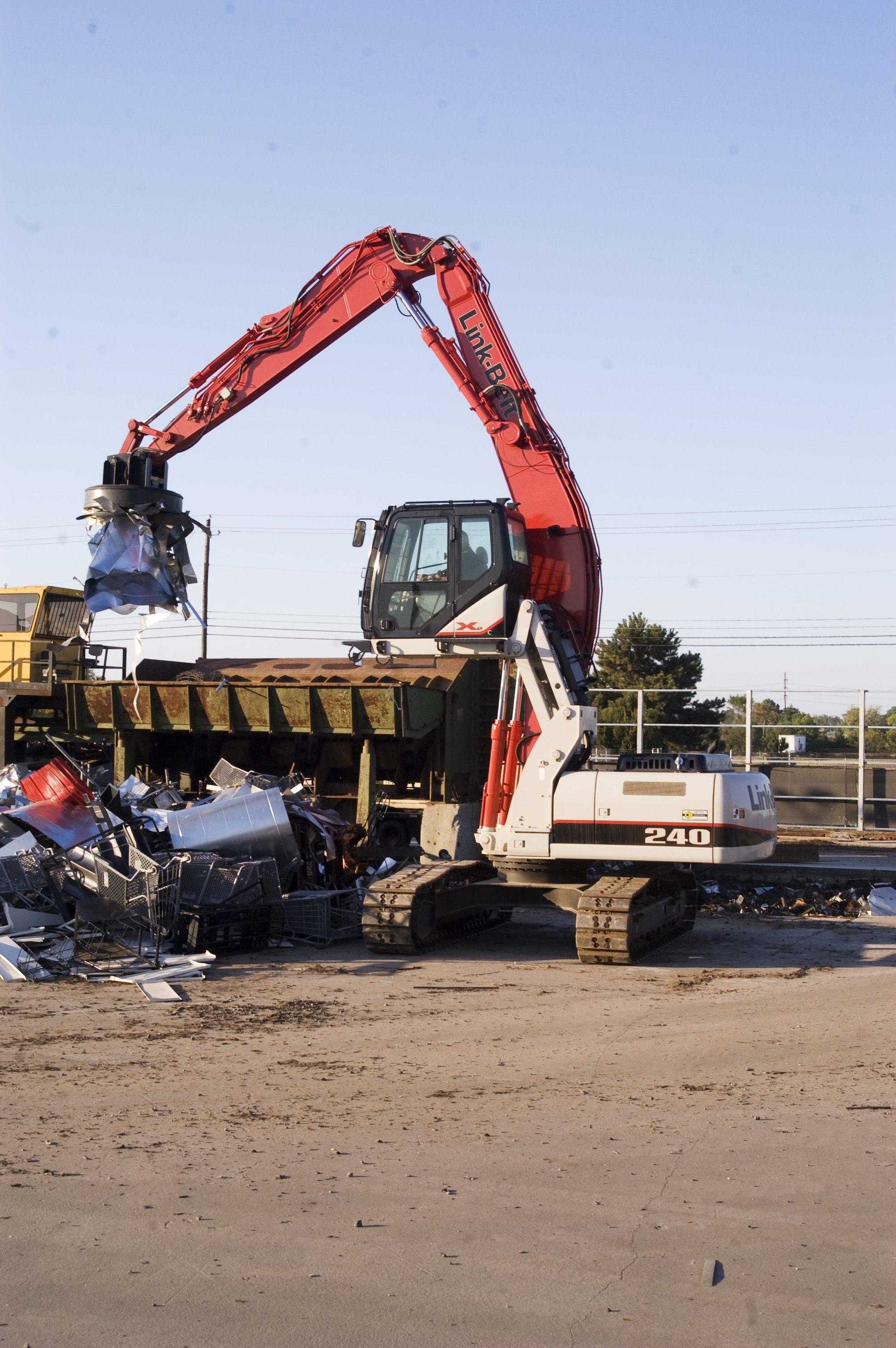
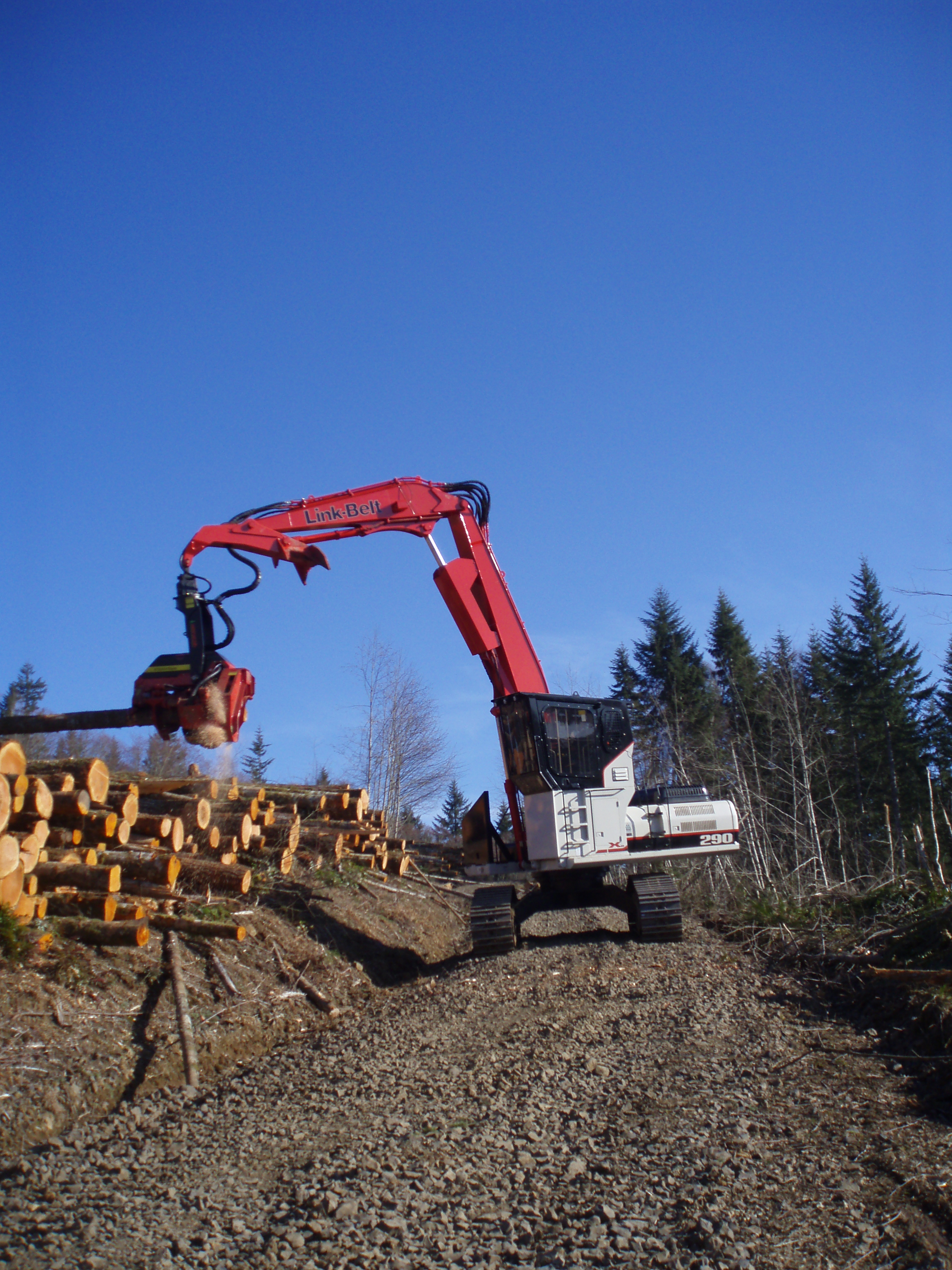
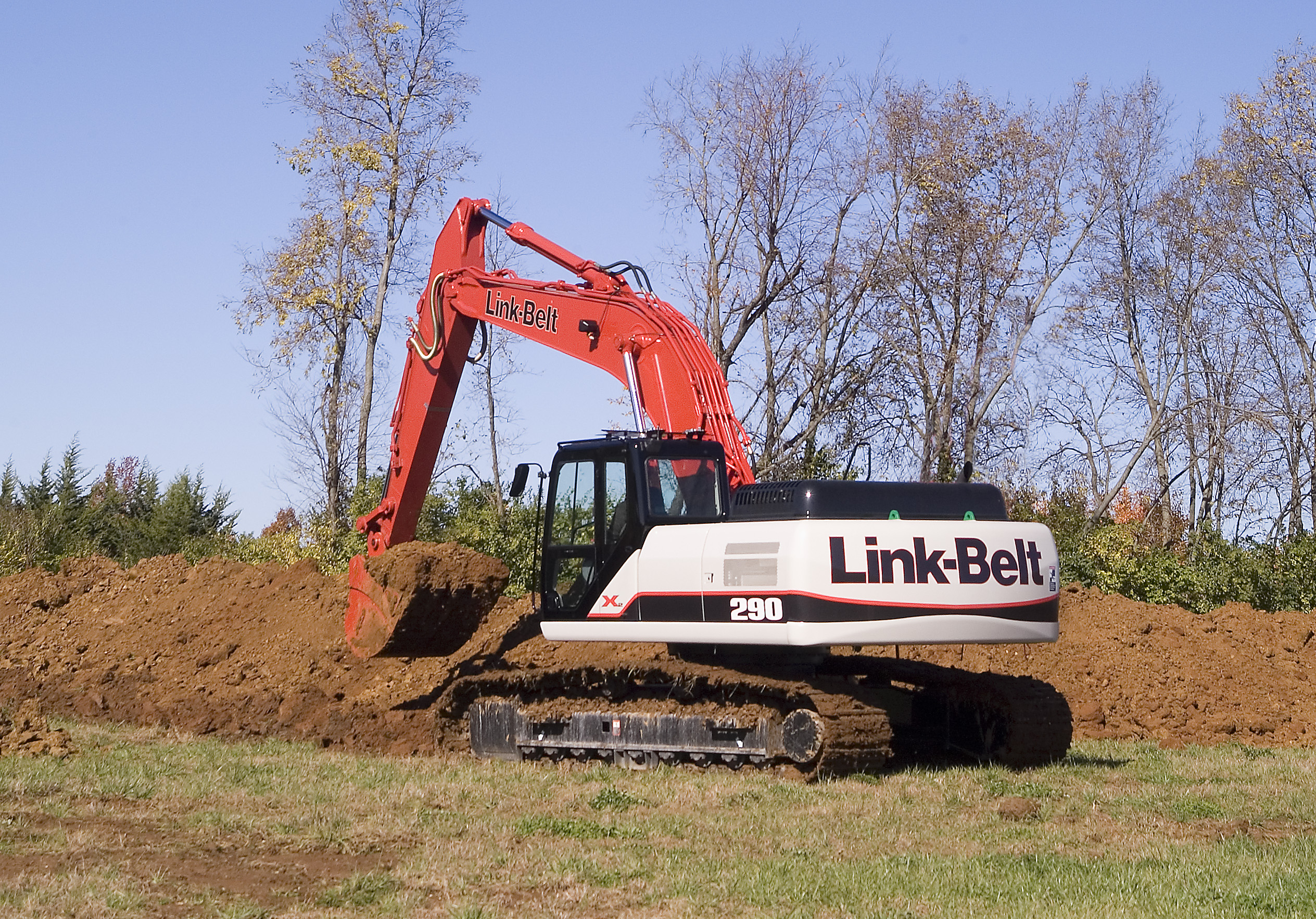
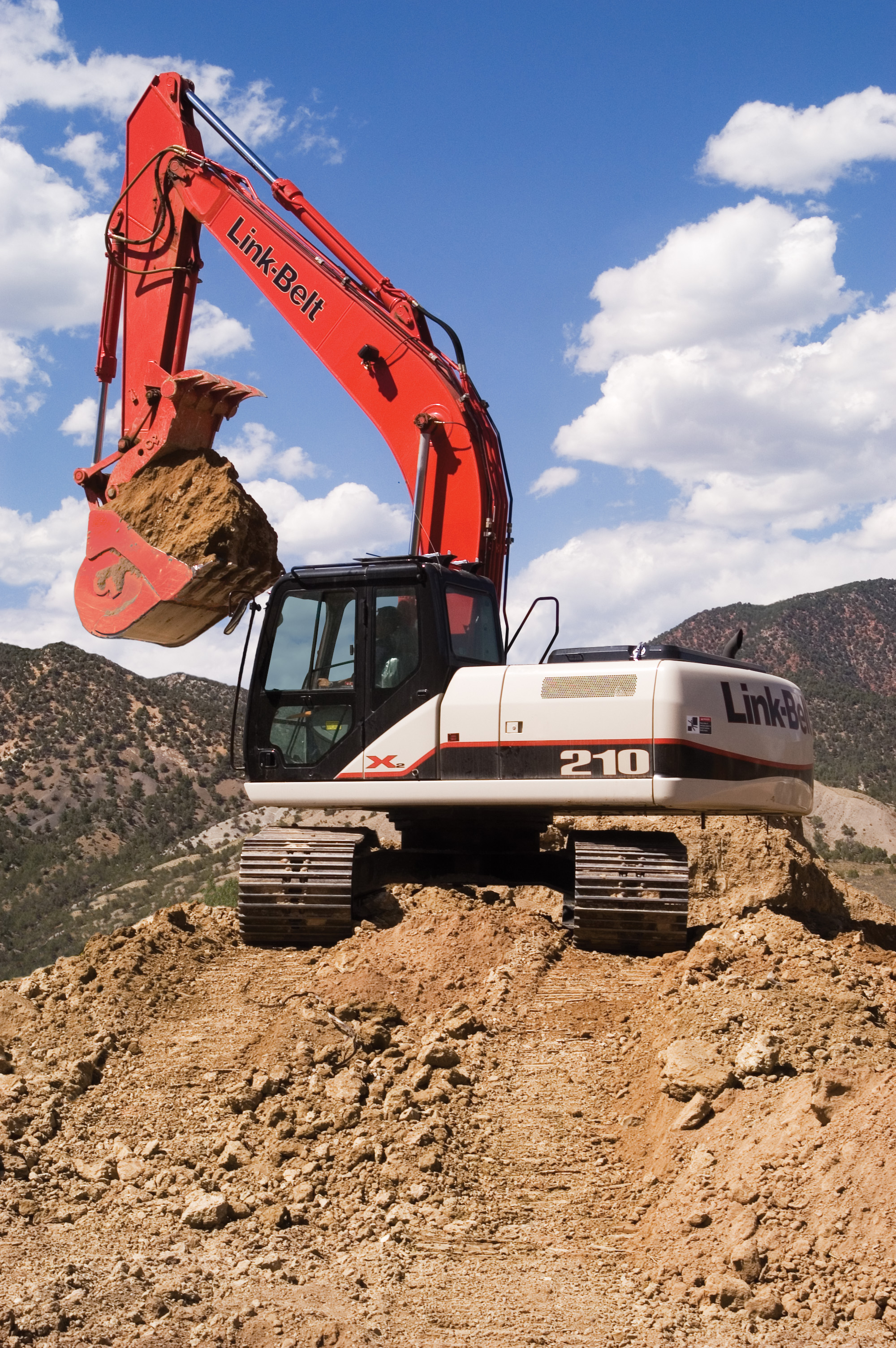
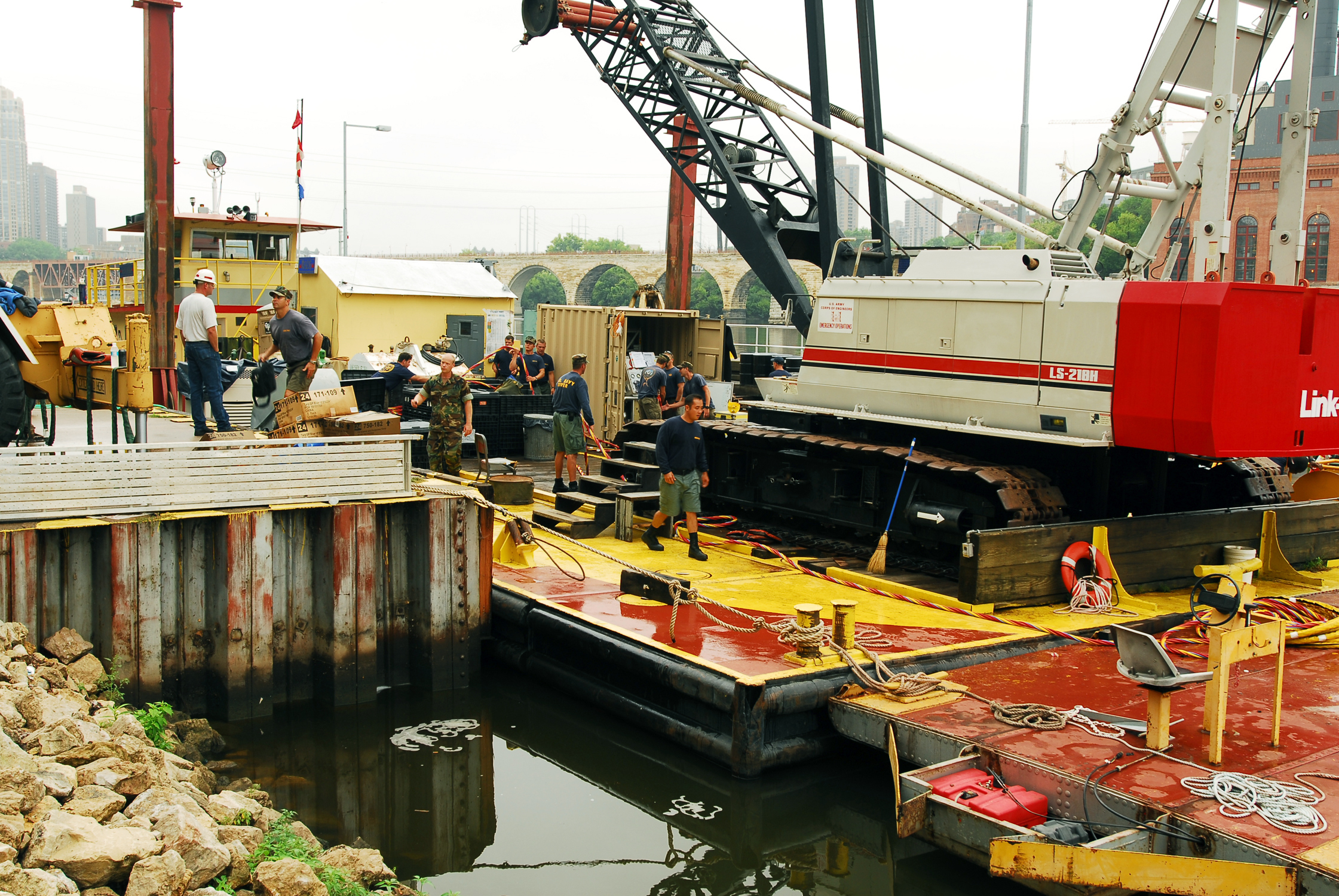
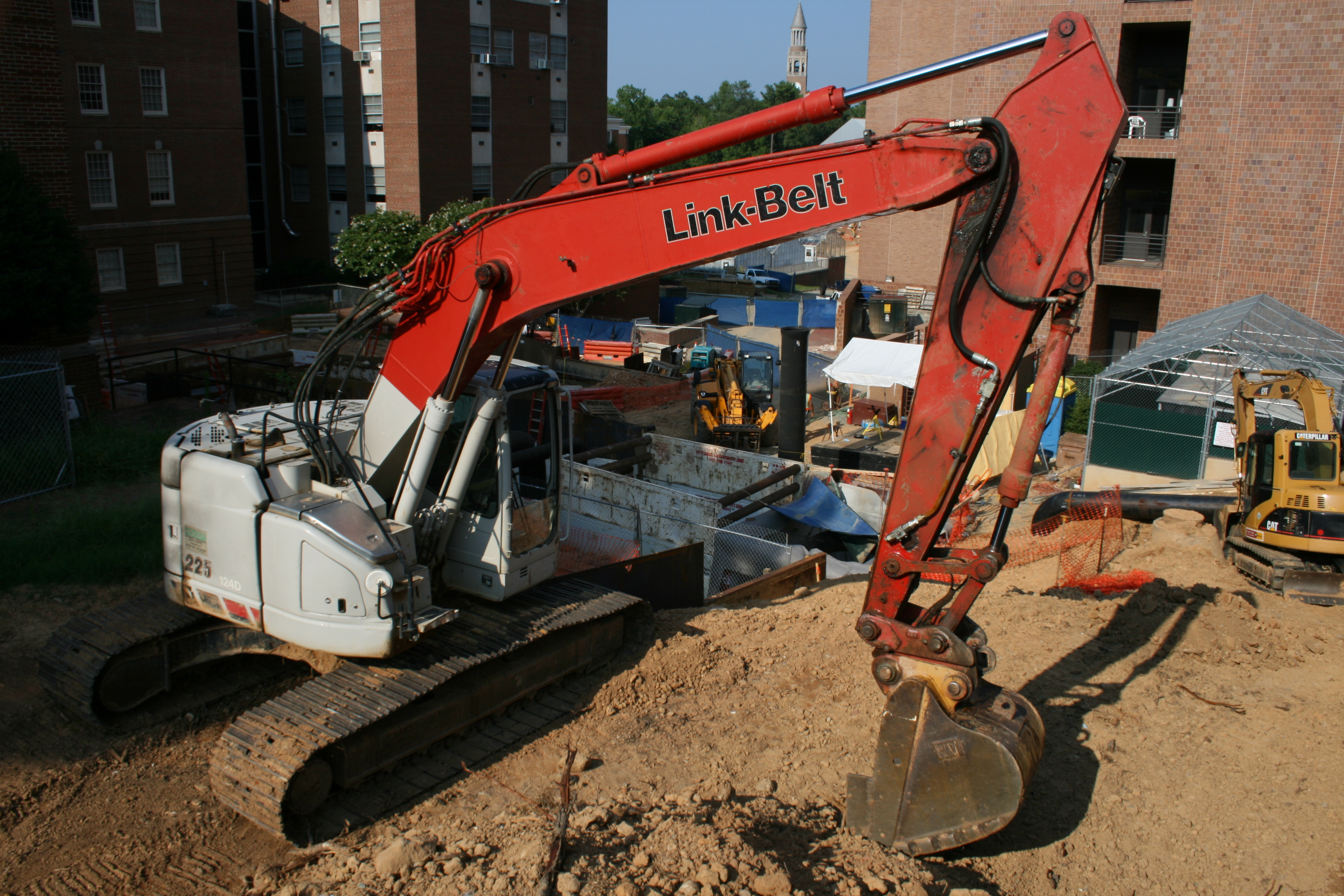
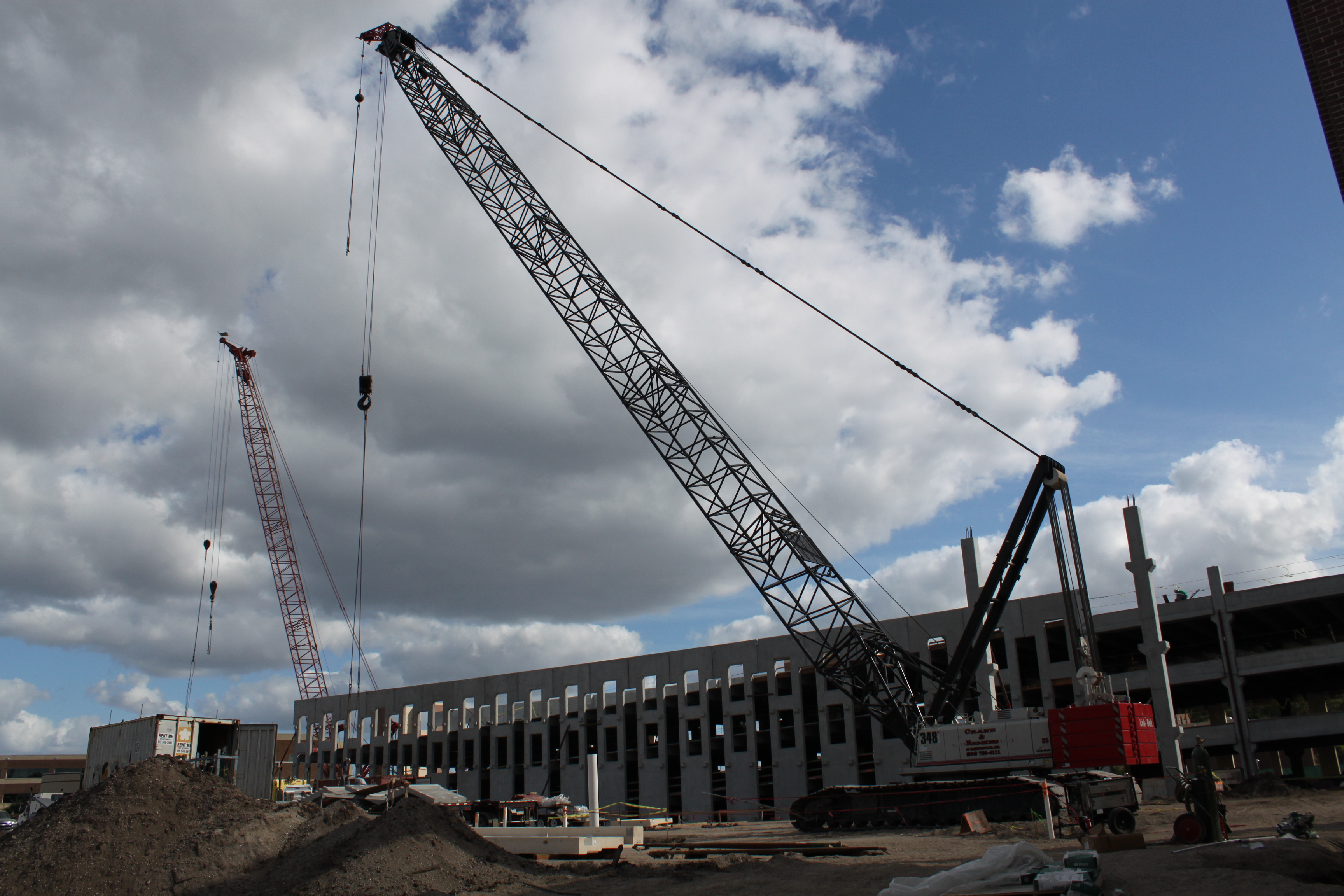
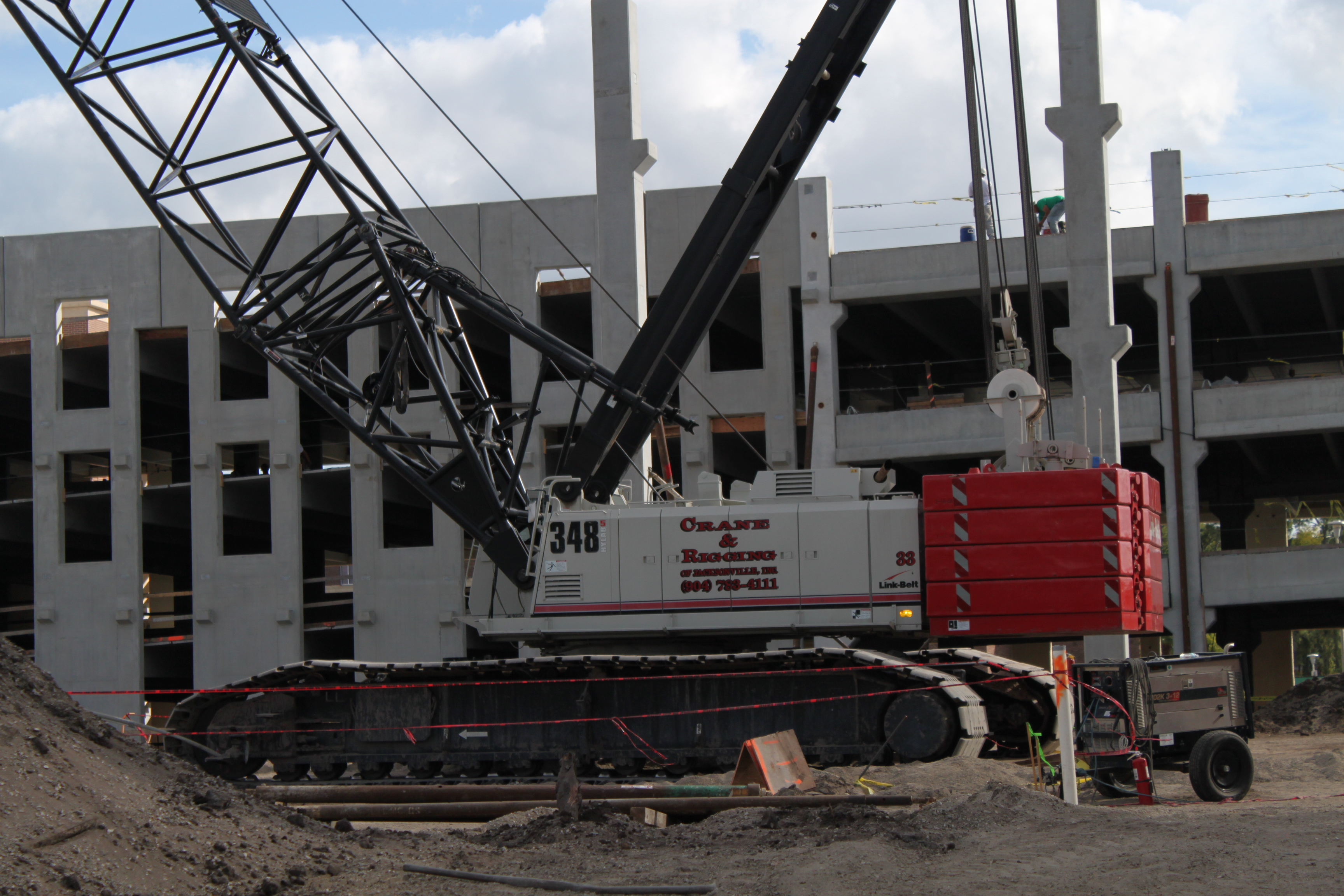
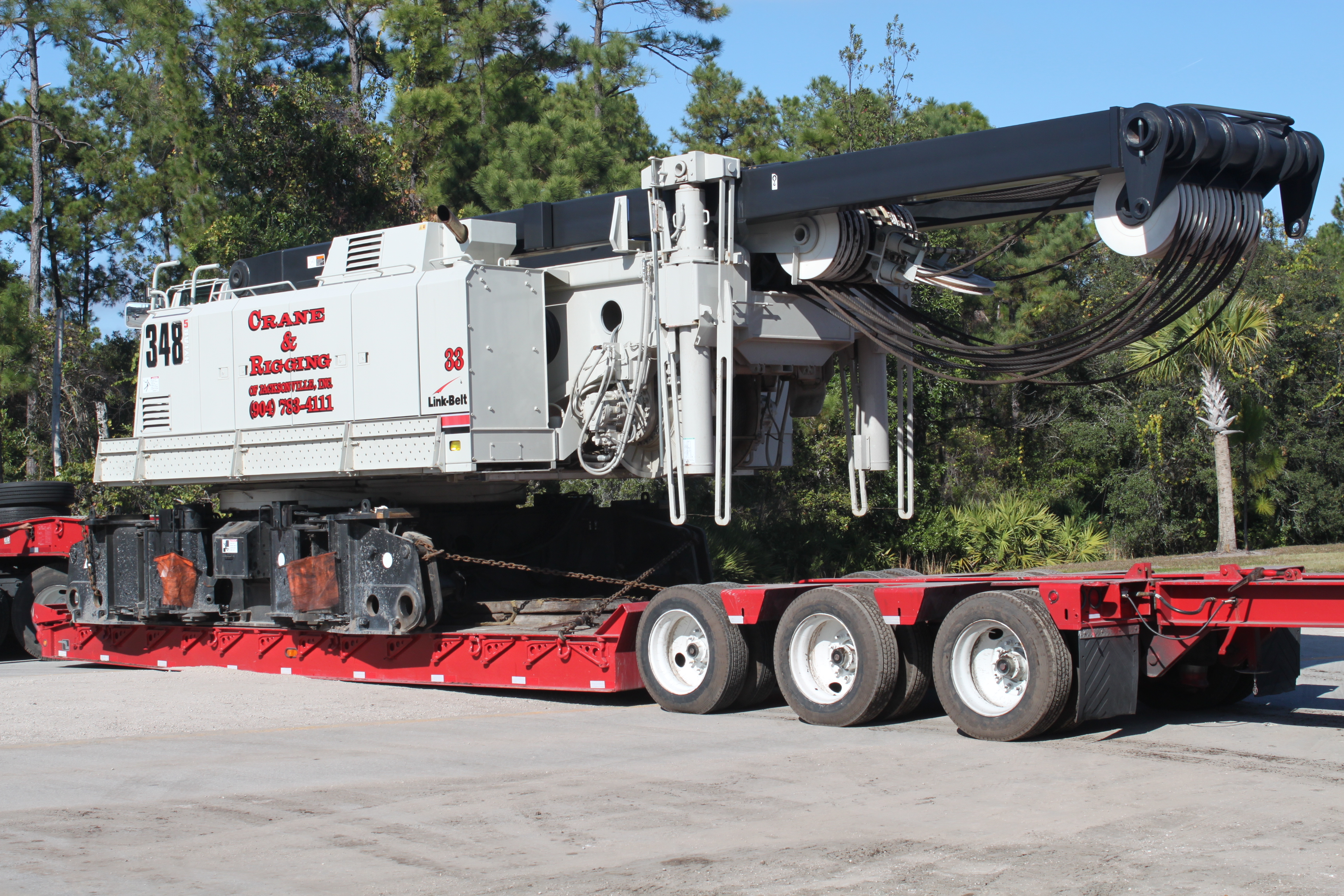

## 주력 제품

### 기중기 유형
- RTC - 험지형 기중기
- ATC - 전지형 기중기
- HTT - 트럭 기중기
- HTC - 망원 기중기 트럭
- HC - 격자 기중기 트럭
- H5, HSL - 격자 크롤러 기중기
- TCC - 망원 크롤러 기중기

## 같이 보기
- 립벨 그룹
- 타다노-데마그
- 매니토웍 크레인